# Teorie chaosu

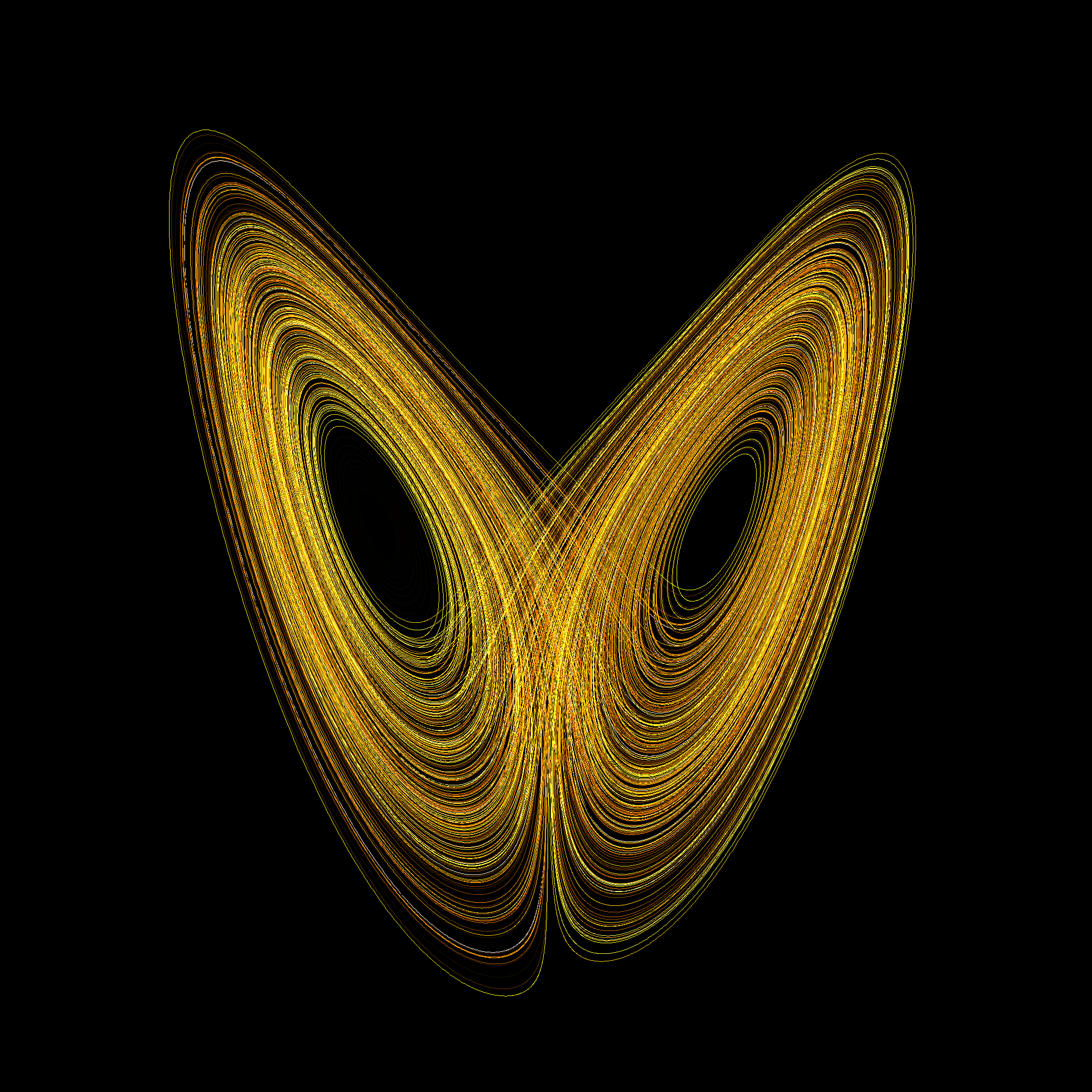
Lorenzův atraktor popisuje pohyb systému ve stavovém prostoru. Zde pro počáteční hodnoty r = 28, σ = 10, b = 8/3.

V matematice a fyzice se teorie chaosu zabývá chováním jistých nelineárních dynamických systémů, které (za jistých podmínek) vykazují jev známý jako deterministický chaos, nejvýznamněji charakterizovaný citlivostí na počáteční podmínky (viz motýlí efekt). V důsledku této citlivosti se chování těchto fyzikálních systémů, vykazujících chaos, jeví jako náhodné, i když model systému je deterministický v tom smyslu, že je dobře definovaný a neobsahuje žádné náhodné parametry. Příklady takových systémů zahrnují atmosféru, solární systém, kyvadlo, tektoniku zemských desek, turbulenci tekutin, ekonomii, vývoj populace.
Systémy, které vykazují deterministický chaos, jsou v jistém smyslu složitě uspořádané. Tím je význam slova v matematice a fyzice v jistém nesouladu s obvyklým chápáním slova chaos jako totálního nepořádku. Původ tohoto slova lze najít v řecké mytologii („chaos“).
Příbuzným oborem vědy je kvantový chaos, teorie, která studuje chaotické chování v kvantových systémech.

## Základy teorie
Nelineární dynamický systém může obecně vykazovat jeden z následujících typů chování:
- vždy v klidu
- vždy expandující (jen pro neomezené systémy)
- periodický pohyb
- kvazi-periodický pohyb
- chaotický pohyb

Typ chování, jaký systém může vykazovat, závisí na počátečním stavu systému a hodnotách jeho parametrů, jestliže nějaké existují. Nejsložitějším typem chování je chaotický pohyb, neperiodický složitý pohyb, který dal jméno této teorii.

### Chaotický pohyb
Abychom mohli klasifikovat chování systému jako chaotické, musí systém vykazovat následující vlastnosti:
- musí být citlivý na počáteční podmínky
- musí být topologicky tranzitivní
- jeho periodické orbity musí být husté

Citlivost k počátečním podmínkám znamená, že dvě blízké trajektorie ve fázovém prostoru se s rostoucím časem rozbíhají (exponenciálně). Jinak řečeno, malá změna v počátečních podmínkách vede po čase k velmi odlišnému výsledku. Systém se chová identicky pouze, když je jeho počáteční konfigurace úplně stejná. Příkladem takové citlivosti je tzv. „motýlí efekt“, kdy mávnutí motýlích křídel vyvolá jen nepatrné změny v atmosféře, které ale v průběhu času mohou vést až k tak dramatickým změnám, jako je výskyt tornáda (pokud by se jednalo o samoorganizované kritično). Mávnutí křídel motýla zde představuje malou změnu počátečních podmínek systému, která ale způsobí řetěz událostí vedoucí k rozsáhlým jevům, jako jsou tornáda. Kdyby motýl nemávl svými křídly, trajektorie systému by mohla být zcela odlišná. Totéž by se ale týkalo i dalších motýlů a díky chaotickému chování pak nelze určit, jaký z nich byl příčinou.
Citlivost k počátečním podmínkám se dá kvantifikovat Ljapunovým exponentem či časem.
Transitivita znamená, že aplikace transformace na libovolný daný interval {\displaystyle I_{1}} ho roztahuje až do doby, kdy překryje libovolný další daný interval {\displaystyle I_{2}}.
Transitivita, husté periodické body a citlivost na počáteční podmínky se dají rozšířit na libovolný metrický prostor. J. Banks a jeho kolegové ukázali v roce 1992, že v nastavení obecného metrického prostoru tranzitivita a zároveň husté periodické body implikují citlivost na počáteční podmínky.
Tento elementární, ale neočekávaný fakt vedl Bau-Sen Du, z Matematického institutu, Academia Sinica, Tchaj-wan k definici silnější verze citlivé závislosti – k extrémně citlivé závislosti – která není důsledkem tranzitivity a hustých periodických bodů. Extrémně citlivá závislost znamená, hrubě řečeno, že blízké body se oddělují a konvergují nekonečně často, což je často právě případ chaotických dynamických systémů.

### Atraktory
Jedním způsobem vizualizace chaotického pohybu, a obecněji libovolného typu pohybu, je fázový diagram pohybu. V takovém diagramu je čas parametrem a na osách jsou zobecněné souřadnice a zobecněná hybnost. Jednoduchý příklad je poloha x kyvadla a jeho rychlost v (přesněji: hybnost p=mv). Kyvadlo v klidu bude zobrazeno jako bod a kyvadlo v periodickém pohybu bude zobrazeno jednoduchou uzavřenou křivkou. Taková uzavřená křivka se nazývá orbita.
Často je na fázových diagramech vidět, že většina stavových trajektorií se přibližuje a obmotává nějakou obecnou limitní křivku. Systém končí ve stejném pohybu pro všechny počáteční stavy v oblasti okolo tohoto pohybu, téměř jako by byl systém k této křivce (trajektorii fázového prostoru) přitahován (anglicky 'attracted'). Tato „cílová“ křivka se proto výstižně nazýván atraktor systému. Tento typ pohybu je velmi častý pro disipativní systémy (např. s třením).
Např. jestliže připojíme ke kyvadlu tlumič, bude se kyvadlo bez ohledu na svou počáteční pozici a rychlost blížit ke klidovému stavu – nebo přesněji – dosáhne ho v limitě. Trajektorie ve fázovém diagramu budou spirály směřující k bodu zobrazujícímu klidový stav, a nebudou již tvořit množinu oválů. Tento bod – stav, kdy je kyvadlo v klidu – se nazývá „atraktor“. Atraktory se často vyskytují u disipativních systémů, kde některý prvek (v našem případě tlumič) spotřebovává energii.
Takový atraktor se nazývá „bodový atraktor“. Ale ne všechny atraktory jsou body. Některé jsou jednoduchými smyčkami, nebo složitějšími dvojitými smyčkami (pro ty je potřeba více než dva stupně volnosti). A některé jsou skutečnými fraktály: to jsou tak zvané „podivné atraktory“. Systémy s atraktory ve tvaru smyčky vykazují periodický pohyb. Systémy se složitějšími rozdělenými smyčkami vykazují kvaziperiodický pohyb. A systémy s podivnými atraktory vykazují chaotické chování.
V každém bodě fázového diagramu se stav systému mění určitým deterministickým způsobem. Jestliže naše kyvadlo je v dané pozici a putuje s danou rychlostí, můžeme spočítat, v jaké další (infinitizimálně blízné) pozici kyvadlo bude a s jakou se bude pohybovat rychlostí. Můžeme se tedy dívat na náš diagram jako na vektorové pole, a použít vektorový počet, abychom mu porozuměli.

### Podivné atraktory
Zatímco většina typů pohybů zmíněných výše poskytuje velmi jednoduché atraktory, jako jsou body nebo kruhové křivky zvané limitní cykly, chaotický pohyb vede k tomu co je známé jako podivný atraktor, což jsou atraktory s velkolepými detaily a velkou složitostí.
Například jednoduchý trojdimenzionální model Edwarda Lorenze vede ke slavnému Lorenzově atraktoru. Lorenzův atraktor je jeden z nejznámějších diagramů chaotických systémů, protože nejen že byl jeden z prvních popsaných, ale zároveň je jeden z nejsložitějších. Vznikají v něm velmi zajímavé obrazce, které vypadají jako motýlí křídla. Jiným takovým atraktorem je Rösslerovo zobrazení, které vykazuje dvouperiodickou cestu k chaosu podobně jako logistická zobrazení.
Podivné atraktory se objevují jak ve spojitých dynamických systémech (jako je ten Lorenzův systém), tak i v některých diskrétních systémech jako je Hénonovo zobrazení). Jiné diskrétní dynamické systémy mají odpuzující strukturu nazývanou Juliovy množiny, která tvoří hranici mezi oblastmi přitažlivosti pevných bodů – Juliovy množiny lze pokládat za podivné odpuzovače. Jak podivné atraktory, tak Juliovy množiny typicky mají fraktální strukturu.
Poincaré-Bendixsonova věta ukazuje, že podivný atraktor může ve spojitém dynamickém systému vzniknout jen tehdy, má-li tři nebo více dimenzí. Avšak žádné takové omezení neplatí pro diskrétní systémy, které vykazují podivné atraktory ve dvou- nebo v jednodimenzionálních systémech.

## Historie
Kořeny teorie chaosu lze datovat k roku 1900, ve studiích Henri Poincarého o problému pohybu 3 objektů se vzájemnou gravitační silou, tzv. problému tří těles. Poincaré objevil, že mohou existovat orbity, které jsou neperiodické, a které nejsou ani neustále vzrůstající ani se neblíží k pevnému bodu.
Pozdější studie, také na téma nelineárních diferenciálních rovnic, byly realizovány G.D. Birkhoffem, A.N. Kolmogorovem, M.L. Cartwrightovou, J.E. Littlewoodem, a Stephenem Smalem.
Kromě Smaleho, který snad jako první čistý matematik studoval nelineární dynamiku, byly všechny tyto studie přímo inspirovány fyzikou:
problém tří těles v případě Birkhoffa,
turbulence a astronomické problémy v případě Kolmogorova,
a radiové technice v případě Cartwrightové a Littlewooda.
Ačkoliv chaotický pohyb planet nebyl pozorován, experimentátoři narazili na turbulenci v pohybu kapalin a neperiodické kmity v radiových obvodech, bez podpory teorie, která by vysvětlila jejich pozorování.
Teorie chaosu rychle postupovala vpřed po polovině minulého století, kdy se stalo pro některé vědce zřejmé, že lineární teorie, převažující teorie systémů v tomto období, prostě nemůže vysvětlit pozorované chování v určitých experimentech, jako jsou logistické mapy. Hlavním katalyzátorem vývoje teorie chaosu byl elektronický počítač. Většina matematických teorií chaosu zahrnuje jednoduché opakované iterace, jejichž vývoj je nepraktické zkoušet ručně. Elektronické počítače výzkum takových systémů velice usnadňují. Jeden z prvních elektronických počítačů, ENIAC, byl použitý ke studiu jednoduchých modelů předpovědi počasí.
Jedním z prvních pionýrů této teorie byl Edward Lorenz, jehož zájem o chaos vznikl náhodně během jeho práce na předpovědi počasí v roce 1961. Lorenz použil počítač Royal McBee LPG-30 k výpočtu svého modelu simulujícího počasí. Chtěl vidět opět svou sekvenci a aby ušetřil čas, začal simulaci zprostředka. Měl totiž vytištěna data z minulé simulace a tak je zadal jako vstupní data do svého modelu.
K jeho překvapení bylo předpovídané počasí zcela jiné, než na jeho původním modelu. Lorenz zkoumal, proč tomu tak je, a příčinu objevil ve své sestavě. Sestava zaokrouhlovala proměnné na 3 desetinná místa, zatímco počítač pracoval s 5 desetinnými místy. Tento rozdíl je malý a neměl by mít prakticky na řešení vliv. Avšak Lorenz objevil, že malé změny v počátečních podmínkách vedou k velkým změnám na výstupu z dlouhodobého hlediska.
Pojem chaos, jak je používán v matematice, byl vytvořen aplikovaným matematikem Jamesem A. Yorkem.
Mooreův zákon a dostupnost levnějších počítačů rozšířila možnost zkoumání teorie chaosu. V současné době pokračuje velmi aktivně zkoumání této teorie.

## Matematická teorie
Matematici vymysleli mnoho způsobů jak kvantifikovat jevy v chaotických systémech. Ty zahrnují:
- fraktální dimenze atraktoru
- Ljapunovův exponent
- rekurentní diagram
- Poincarého zobrazení
- bifurkační diagram
- Převodní operátor

### Minimální složitost chaotického systému
Mnoho jednoduchých systémů může také produkovat chaos, bez využití diferenciálních rovnic, například logistické zobrazení, což je diferenční rovnice (rekurentní vztah) která popisuje vývoj populace v čase.
Rovněž diskrétní systémy, jako jsou buňkové automaty, mohou silně závislet na počátečních podmínkách. Stephen Wolfram zkoumal celulární automat s touto vlastností, který nazýval pravidlo 30.

## Další příklady chaotických systémů
- Dvojité kyvadlo
- Henonovo zobrazení
- Logistické zobrazení
- Lorenzův model
- Rösslerův atraktor
- Smaleova podkova

## Odkaz v kultuře
- Ian Malcolm, postava z filmu a knihy Jurský park, byl matematik teorie chaosu

#### Knihy a technické práce
- Chaos and Time-Series Analysis, Oxford University Press, 2003, ISBN 0-19-850840-9
- Moon, Francis, Chaotic and Fractal Dynamics, Springer-Verlag New York, LLC, 1990, ISBN 0-471-54571-6
- Gutzwiller, Martin, Chaos in Classical and Quantum Mechanics, Springer-Verlag New York, LLC, 1990, ISBN 0-387-97173-4
- Alligood, K. T., Chaos: an introduction to dynamical systems, Springer-Verlag New York, LLC, 1997, ISBN 0-387-94677-2
- Gollub, J. P.; Baker, G. L., Chaotic dynamics, Cambridge University Press, 1996, ISBN 0-521-47685-2
- Baker, G. L., Chaos, Scattering and Statistical Mechanics, Cambridge University Press, 1996, ISBN 0-521-39511-9
- Strogatz, Steven, Nonlinear Dynamics and Chaos, Perseus Publishing, 2000, ISBN 0-7382-0453-6
- Kiel, L. Douglas; Elliott, Euel W., Chaos Theory in the Social Sciences, Perseus Publishing, 1997, ISBN 0-472-08472-0
- „Wave Propagation in Ray-Chaotic Enclosures: Paradigms, Oddities and Examples“, Vincenzo Galdi, et. al., IEEE Antennas and Propagation Magazine, February 2005, p. 62

#### Populární práce
- The Beauty of Fractals, by H.-O. Peitgen and P.H. Richter
- Chance and Chaos, by David Ruelle
- Computers, Pattern, Chaos, and Beauty, by Clifford A. Pickover
- Fractals, by Hans Lauwerier
- Fractals Everywhere, by Michael Barnsley
- Order Out of Chaos, by Ilja Prigogine and Isabelle Stengers
- Chaos and Life, by Richard J Bird
- Does God Play Dice?, by Ian Stewart
- The Science of Fractal Images, by Heinz-Otto Peitgen and Dietmar Saupe, Eds.
- Explaining Chaos, by Peter Smith
- Chaos, by James Gleick
- Complexity, by M. Mitchell Waldrop
- Chaos, Fractals and Self-organisation, by Arvind Kumar
- Chaotic Evolution and Strange Attractors, by David Ruelle
- Sync: The emerging science of spontaneous order, by Steven Strogatz
- The Essence of Chaos, by Edward Lorenz
- Deep Simplicity, by John Gribbin